# Élection sénatoriale de 2004 en Illinois
Les Élections sénatoriales américaines de 2004 visaient à remplacer 34 (sur 100) sénateurs de Class 3. Cette élection eut lieu en Illinois le 2 novembre 2004. Elle fut marquée par l'élection au suffrage universel du futur Président des États-Unis Barack Obama, le troisième sénateur afro-américain dans l'histoire des États-Unis, après Carol Moseley-Braun et Edward Brooke.

## Élection générale
| Année | Mandat                 | Élection | Candidat     | Parti     | Voix      | %     | Concurrents | Parti       | Voix      | %     |
| ----- | ---------------------- | -------- | ------------ | --------- | --------- | ----- | ----------- | ----------- | --------- | ----- |
| 2004  | Sénateur de l'Illinois | Générale | Barack Obama | Démocrate | 3 597 456 | 69.97 | Alan Keyes  | Républicain | 1 390 690 | 27.05 |
| 2004  | Sénateur de l'Illinois | Générale | Barack Obama | Démocrate | 3 597 456 | 69.97 | Al Franzen  | Indépendant | 81 164    | 1.58  |
| 2004  | Sénateur de l'Illinois | Générale | Barack Obama | Démocrate | 3 597 456 | 69.97 | Jerry Kohn  | Libertarien | 69 253    | 1.35  |

- Obama remporta 92 des 102 comtés de l'Illinois.
- Keyes se contentant de seulement 10 comtés (à savoir ceux de Clark, Clay, Edwards, Effingham, d'Iroquois, Jasper, Massac, Richland, Wabash et de Wayne).

## Primaires démocrates

### Vainqueur:Obama

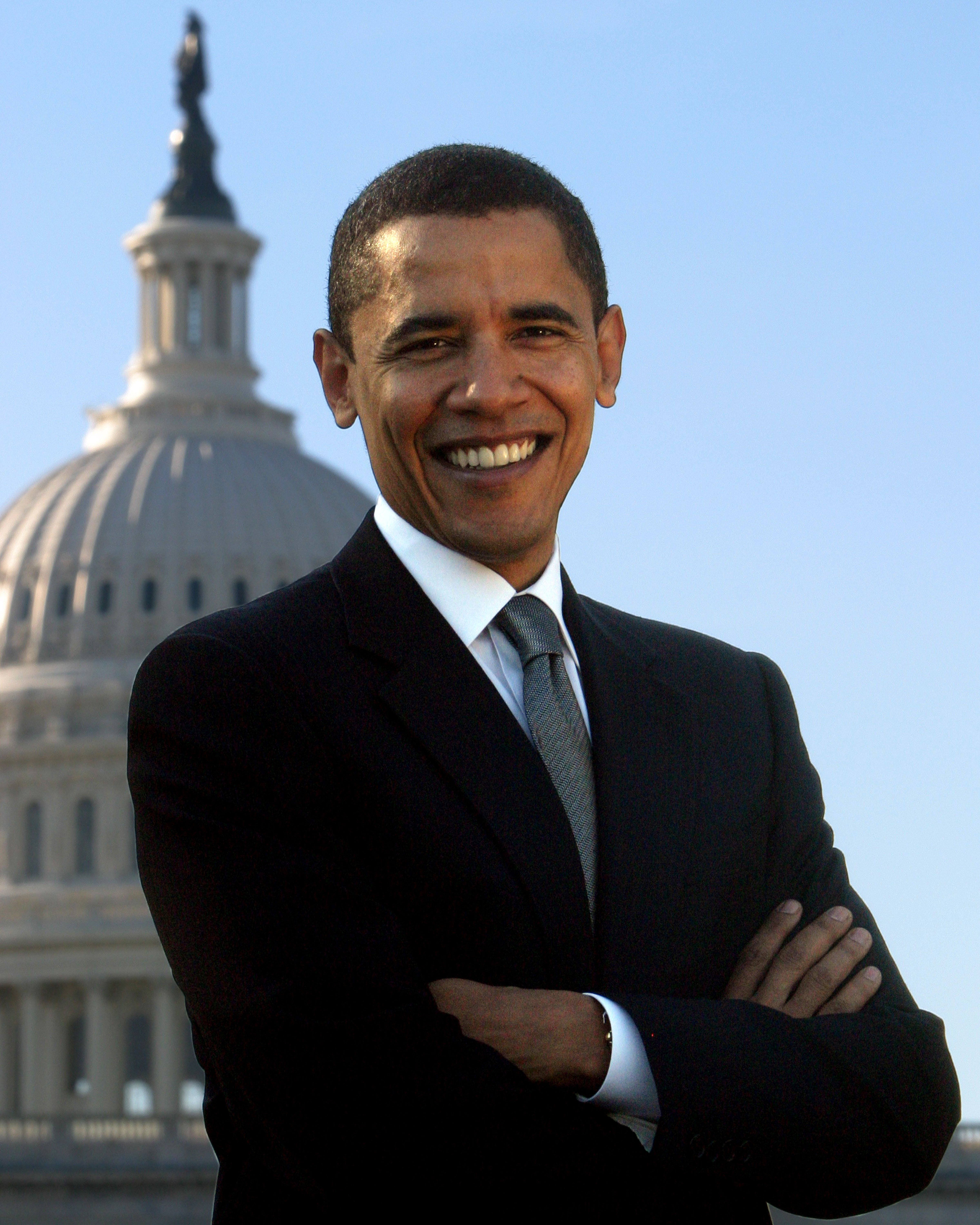
Barack Obama (D)

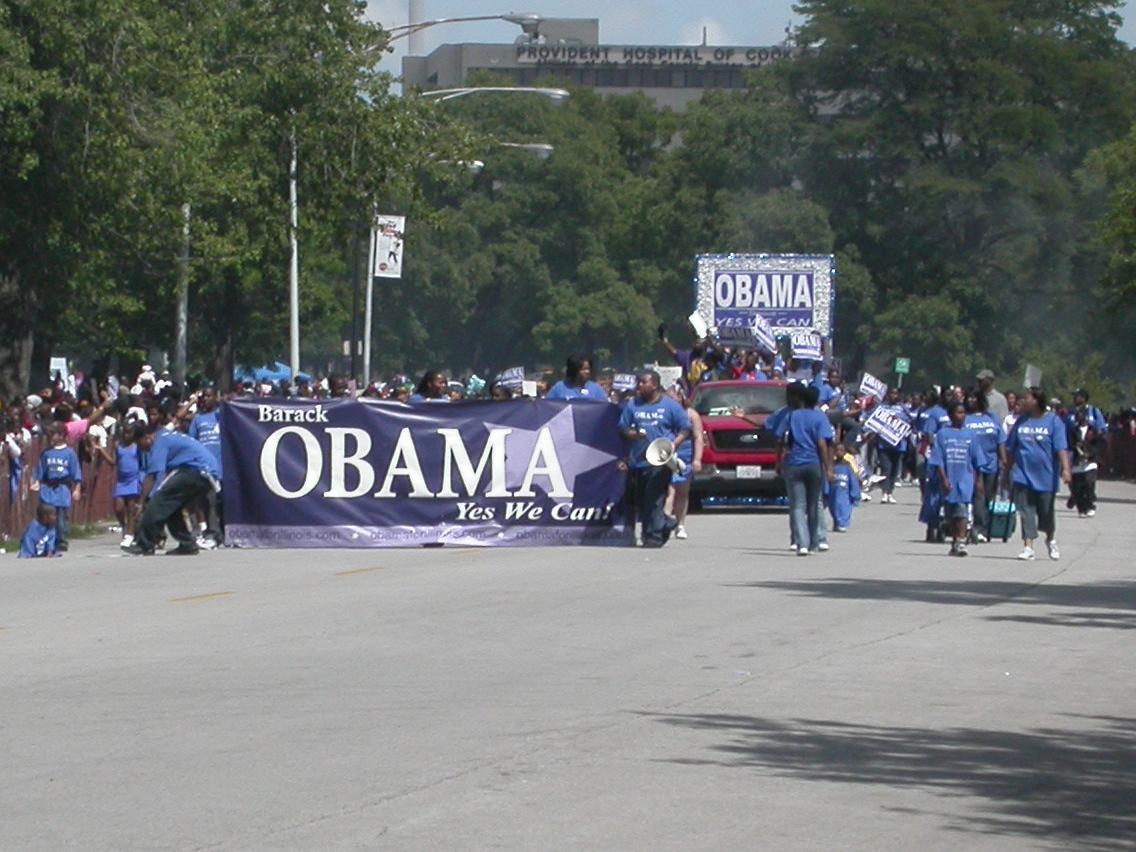
Des supporteurs de Barack Obama pendant la campagne

Le 16 mars 2004, Barack Obama alors sénateur au sénat de l'Illinois remporte les primaires pour le poste de sénateur avec 52,8 % des voix. Son principal rival fut le contrôleur des comptes publics de l'Illinois Daniel Hynes qui parvint à réunir 23,7 % des voix ; les 24 % restants se répartissant entre 5 autres candidats démocrates.
| Barack Obama     | 655 923 | 52,8 % |  |
| Daniel Hynes     | 294 717 | 23,7 % |  |
| Blair Hull       | 134 453 | 10,8 % |  |
| Maria Pappas     | 74 987  | 6,0 %  |  |
| Gery Chico       | 53 433  | 4,3 %  |  |
| Nancy Skinner    | 16 098  | 1,3 %  |  |
| Joyce Washington | 13 375  | 1,1 %  |  |

## Primaires républicaines

### Vainqueur:Ryan

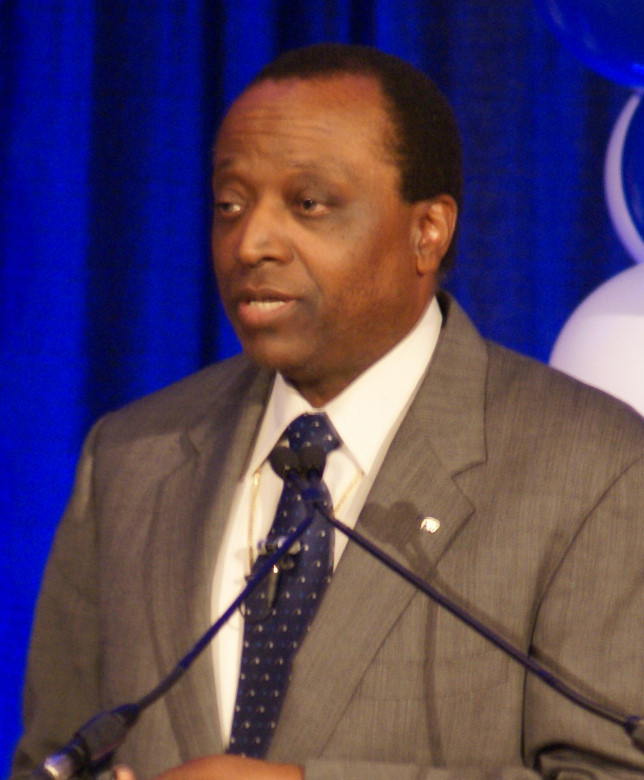
Alan Keyes (R)

Le 16 mars 2004, Jack Ryan remporte les primaires pour le poste de sénateur avec 35,5 % des voix. 
Cependant Ryan se retire de la course, les républicains de l'Illinois après un temps avoir envisagé de remplacer Ryan par Mike Ditka décident de le remplacé par Alan Keyes un conservateur parachuté du Maryland.
| Jack Ryan             | 234 791 | 35,5 % |  |
| Jim Oberweis          | 155 794 | 23,5 % |  |
| Steven Rauschenberger | 132,655 | 20,0 % |  |
| Andrew McKenna        | 97,238  | 14,7 % |  |
| Jonathan Wright       | 17,189  | 2,6 %  |  |
| John Borling          | 13,390  | 2,0 %  |  |
| Norm Hill             | 5,637   | 0,9 %  |  |
| Chirinjeev Kathuria   | 5,110   | 0,8 %  |  |